# Viminalis
A Viminalis (olaszul Viminale) Róma hét dombja közül a legkisebb, de 60 méteres magasságával nem a legalacsonyabb. A Quirinalis és az Esquilinus között helyezkedik el. Már az i. e. 4. században épült úgynevezett Servius-féle falon belül volt, és természetesen ma is Róma történelmi központjának része. A Forum Romanumtól, illetve az ahhoz csatlakozó Traianus vásárcsarnokától a Via Nazionale vezet fel a magaslat tetejére, a Piazza della Repubblicáig, ami már az ókori Diocletianus termái egykori területén helyezkedik el. A Via Nazionale-val párhuzamosan húzódik, annak utolsó szakaszán, a dombról elnevezett Via del Viminale. Az ókori fürdőkomplexummal szemben, a Piazza dei Cinquecento másik oldalán álló hatalmas pályaudvar, a Roma Termini területe már az Esquilinus dombjához tartozik.

A Viminalis és a hat másik domb elhelyezkedése

## Nevének eredete
Neve a kosárkötő fűz latin nevéből (Salix viminalis) ered, mivel ennek bokrai régen gazdagon tenyésztek a domb oldalában.

## Jellegzetességei
Az olasz főváros épületrengetegén belül a domb nem emelkedik ki markánsan. A magaslat tetején lévő platón épült fel az ókorban a Diocletianus termáinak az épületegyüttese, aminek a helyén áll ma többek között a Santa Maria degli Angeli e dei Martiri-templom és annak két kolostorépülete, amelyek a Museo Nazionale Romano egyes gyűjteményeinek adnak helyet. Ugyancsak a közelben, a Via del Viminale végén található a Palazzo Massimo alle Terme neoklasszicista palotája, benne többek között a Museo Nazionale Romano ókori művészeti gyűjteményével.
A domb déli lejtőjén, a Via del Viminale másik végében található a Palazzo del Viminale, az olasz belügyminisztérium központja, amelynek a neve az olasz belügyi igazgatás szinonimájává vált, csakúgy, mint a Quirinale a köztársasági elnöki hivatalé. A Via del Viminale mentén, egy kis téren áll a Teatro dell’Opera di Roma, Róma operaháza is.